# Juan J. de Pablo

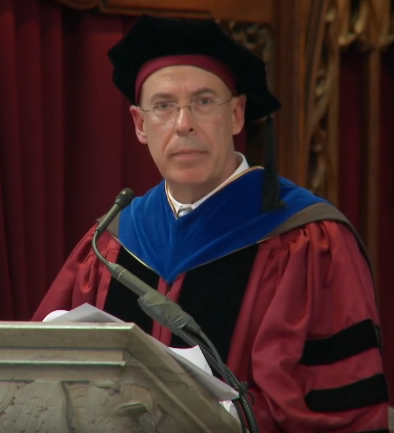
Juan J. de Pablo (2016).

Juan J. de Pablo (9 de diciembre de 1962) es un ingeniero químico y profesor en el Instituto para Ingeniería Molecular en la Universidad de Chicago. Es conocido por su investigación sobre las propiedades termo-físicas de los materiales blandos. Es actualmente el codirector del Centro de Diseño de Materiales Jerárquicos (CHIMaD, por sus siglas en inglés) apoyado por el NIST y el exdirector del Centro de Ciencia e Ingeniería de Investigación de Materiales UW-Madison

## Educación
De Pablo se licenció en ingeniería química en la Universidad Autónoma de México en 1985. Después de completar su doctorado en ingeniería química en la Universidad de California, Bekerley en 1990 bajo el asesoramiento de John Prausnitz, condujo una investigación postdoctoral en la Instituto Federal de Tecnología Suizo en Zúrich, Suiza

## Premios
Es un socio  de la Academia Nacional de Ingeniería, la Academia americana de Artes y Ciencias, la Sociedad Física americana y un miembro honorario de la Academia mexicana de Ciencias. Recibió el Premio AIChE Charles M.A. Stine por sus destacadas contribuciones al campo de la ciencia e ingeniería de materiales, la Medalla DuPont por excelencia en nutrición y ciencia de la salud, y el premio de Física de Polímeros 2018 de la Sociedad Física Americana. Posee más de 20 patentes sobre múltiples tecnologías. 